# ASG Vorwärts Leipzig
ASG Vorwärts Leipzig was een Duitse legersportclub uit Leipzig, Saksen die bestond tussen 1962 en 1974. De club was het meest bekend om zijn voetbal- en basketbalafdeling.

## Geschiedenis
De club werd opgericht in 1962 en startte in de DDR-Liga, de tweede klasse en werd meteen vijfde. De club kon elk jaar het behoud goed verzekeren tot in 1969/70 toen de club laatste werd en naar de Bezirksliga degradeerde. Na één seizoen keerde Vorwärts weer terug. De club werd derde en in 1972/73 zelfs groepswinnaar, maar slaagde er niet in te promoveren naar de Oberliga. Na een vijfde plaats in het volgende seizoen werd het team ontbonden en verplaatst naar Dessau en speelde daar verder als ASG Vorwärts Dessau.